# Мерцедес-Бенц EQB
„Мерцедес-Бенц EQB“ (Mercedes-Benz EQB) е модел електрически компактни автомобили с повишена проходимост (сегмент J) на германската компания „Мерцедес-Бенц“, произвеждани в Кечкемет и Пекин от 2021 година.
Базиран на модела „Мерцедес-Бенц GLB-класа“, адаптиран за електрическо задвижване, EQB има един или два постоянномагнитни електрически двигателя на предната или на двете оси. Предлага се във варианти с 5 или 7 места.